# Liste der Naturdenkmale in Engstingen
| Naturdenkmale | Anzahl |
| ------------- | ------ |
| FND           | 0      |
| END           | 4      |
| Gesamt        | 4      |

Die Liste der Naturdenkmale in Engstingen nennt die verordneten Naturdenkmale (ND) der im baden-württembergischen Landkreis Reutlingen liegenden Gemeinde Engstingen. In Engstingen gibt es insgesamt 4 als Naturdenkmal geschützte Objekte, kein flächenhaftes Naturdenkmal (FND), alle sind Einzelgebilde-Naturdenkmale (END).
Stand: 31. Oktober 2016.

## Einzelgebilde (END)
| Name                     | Bild | Kennung     | Einzelheiten | Position | Fläche Hektar | Datum         |
| ------------------------ | ---- | ----------- | ------------ | -------- | ------------- | ------------- |
| Friedenslinde            | BW   | 84150890018 | Engstingen   | ⊙        | 0,0           | 10. Jan. 2011 |
| Sauerbrunnen             |      | 84150890017 | Engstingen   | ⊙        | 0,0           | 10. Jan. 2011 |
| Traueresche              | BW   | 84150890015 | Engstingen   | ⊙        | 0,0           | 10. Jan. 2011 |
| 2 Weidbuchen             |      | 84150890016 | Engstingen   | ⊙        | 0,0           | 10. Jan. 2011 |
| Legende für Naturdenkmal |      |             |              |          |               |               |

## Ehemalige Naturdenkmale
| Name                               | Bild | Kennung | Einzelheiten | Position | Fläche Hektar | Datum                           |
| ---------------------------------- | ---- | ------- | ------------ | -------- | ------------- | ------------------------------- |
| 3 Birken, 1 Bergahorn              |      | 415.132 | Engstingen   | ???      | 0,0           | 19. Dez. 1979 bis 10. Jan. 2011 |
| 5 Vogelbeerbäume                   |      | 415.133 | Engstingen   | ???      | 0,0           | 19. Dez. 1979 bis 10. Jan. 2011 |
| Hecke                              |      | 415.134 | Engstingen   | ???      | 0,0           | 19. Dez. 1979 bis 10. Jan. 2011 |
| 7 Rotbuchen                        |      | 415.142 | Engstingen   | ???      | 0,0           | 19. Dez. 1979 bis 10. Jan. 2011 |
| Einmähder mit Gehölz               |      | 415.145 | Engstingen   | ???      | 0,0           | 19. Dez. 1979 bis 10. Jan. 2011 |
| Einmähder                          |      | 415.146 | Engstingen   | ???      | 0,0           | 19. Dez. 1979 bis 10. Jan. 2011 |
| Heckenbestand                      |      | 415.147 | Engstingen   | ???      | 0,0           | 19. Dez. 1979 bis 10. Jan. 2011 |
| Baumgruppe 15 Feldahorn, 20 Eschen |      | 415.148 | Engstingen   | ???      | 0,0           | 19. Dez. 1979 bis 10. Jan. 2011 |
| Buchenrain 4 Buchen, 2 Feldahorn   |      | 415.151 | Engstingen   | ???      | 0,0           | 19. Dez. 1979 bis 10. Jan. 2011 |
| Bergulme                           |      | 415.153 | Engstingen   | ???      | 0,0           | 19. Dez. 1979 bis 10. Jan. 2011 |
| Legende für Naturdenkmal           |      |         |              |          |               |                                 |